# Botola 2020-21
La Botola 2020-21, también llamada Botola Pro Inwi por motivos de patrocinio, fue la 65.ª temporada de la Liga de Fútbol de Marruecos. La temporada comenzó el 4 de diciembre de 2020 y terminó el 28 de julio de 2021.

## Ascensos y descensos
Al término de la temporada 2019-20, descendieron Olympique Khouribga y Raja Beni Mellal; y ascendieron MAS Fez y SCC Mohammédia tras haber quedado en los dos primeros lugares de la Botola 2.
| Pos. | Descendidos de la Botola 2019-20 |
| ---- | -------------------------------- |
| 15.º | Olympique Khouribga              |
| 16.º | Raja Beni Mellal                 |

| Pos. | Ascendidos de la Botola 2 2019-20 |
| ---- | --------------------------------- |
| 1.º  | MAS Fez                           |
| 2.º  | SCC Mohammédia                    |

## Información de los equipos
| Equipo                 | Acrónimo | Ciudad     | Estadio                      | Capacidad |
| ---------------------- | -------- | ---------- | ---------------------------- | --------- |
| AS FAR                 | FAR      | Rabat      | Moulay Abdellah              | 65 000    |
| SCC Mohammédia         | SCCM     | Mohammédia | El Bachir                    | 11 000    |
| Difaa El Jadida        | DHJ      | El Yadida  | El Abdi                      | 15 000    |
| Fath Union Sport       | FUS      | Rabat      | Moulay Hassan                | 12 000    |
| Hassania Agadir        | HUSA     | Agadir     | Adrar                        | 45 480    |
| Ittihad Tanger         | IRT      | Tánger     | Ibn Batouta                  | 45 000    |
| Magreb de Fès          | MAS      | Fez        | Fez                          | 45 000    |
| Mogreb Atlético Tetuán | MAT      | Tetuán     | Stade Saniat Rmel            | 15 000    |
| Mouloudia d'Oujda      | MCO      | Uchda      | Honneur                      | 35 000    |
| Nahdat Berkane         | RSB      | Berkán     | Municipal                    | 15 000    |
| Olympic Safi           | OCS      | Safí       | El Massira                   | 15 000    |
| Raja Casablanca        | RCA      | Casablanca | Mohamed V                    | 67 000    |
| Rapide Oued Zem        | RCOZ     | Oued Zem   | Municipal                    | 8 000     |
| RCA Zemamra            | RCAZ     | Zemamra    | Estadio Municipal de Zemamra | 2 500     |
| Wydad Casablanca       | WAC      | Casablanca | Mohamed V                    | 67 000    |
| Youssoufia Berrechid   | CAYB     | Berrechid  | Municipal                    | 8 000     |

|   | Regiones de Marruecos   | Número de equipos | Equipos                                                                                   |
| - | ----------------------- | ----------------- | ----------------------------------------------------------------------------------------- |
| 1 | Casablanca-Settat       | 6                 | CAY Berrechid, DH Jadidi, Raja Casablanca, RCA Zemamra, SCC Mohammédia y Wydad Casablanca |
| 2 | Oriental                | 2                 | Mouloudia Oujda y RS Berkane                                                              |
| 2 | Rabat-Salé-Kénitra      | 2                 | AS FAR y Fath Union Sport                                                                 |
| 2 | Tánger-Tetuán-Alhucemas | 2                 | IR Tánger y Mogreb Tetuán                                                                 |
| 5 | Béni Mellal-Khénifra    | 1                 | RC Oued Zem                                                                               |
| 5 | Fès-Meknès              | 1                 | Magreb AS                                                                                 |
| 5 | Marrakech-Safí          | 1                 | Olympic Safi                                                                              |
| 5 | Sus-Masa                | 1                 | Hassania Agadir                                                                           |

## Desarrollo

### Tabla de posiciones
| Pos. | Equipo               | Pts. | PJ | G  | E  | P  | GF | GC | Dif. | Clasificación o descenso 2021-22 |
| ---- | -------------------- | ---- | -- | -- | -- | -- | -- | -- | ---- | -------------------------------- |
| 1    | Wydad Casablanca (C) | 67   | 30 | 20 | 7  | 3  | 58 | 26 | +32  | Liga de Campeones de la CAF      |
| 2    | Raja Casablanca      | 59   | 30 | 17 | 8  | 5  | 48 | 26 | +22  | Liga de Campeones de la CAF      |
| 3    | FAR Rabat            | 51   | 30 | 14 | 9  | 7  | 39 | 29 | +10  | Copa Confederación de la CAF     |
| 4    | RS Berkane           | 45   | 30 | 13 | 6  | 11 | 37 | 36 | +1   | Copa Confederación de la CAF     |
| 5    | Mouloudia d'Oujda    | 42   | 30 | 12 | 6  | 12 | 38 | 35 | +3   |                                  |
| 6    | Hassania Agadir      | 37   | 30 | 9  | 10 | 11 | 23 | 24 | −1   |                                  |
| 7    | Magreb de Fès        | 36   | 30 | 7  | 15 | 8  | 30 | 34 | −4   |                                  |
| 8    | IT Tanger            | 36   | 30 | 10 | 6  | 14 | 29 | 36 | −7   |                                  |
| 9    | SCC Mohammédia       | 35   | 30 | 7  | 14 | 9  | 26 | 25 | +1   |                                  |
| 10   | FUS Rabat            | 35   | 30 | 8  | 11 | 11 | 32 | 36 | −4   |                                  |
| 11   | Difaa El Jadida      | 35   | 30 | 9  | 8  | 13 | 32 | 40 | −8   |                                  |
| 12   | Olympic Safi         | 35   | 30 | 8  | 11 | 11 | 30 | 41 | −11  |                                  |
| 13   | Youssoufia Berrechid | 33   | 30 | 7  | 12 | 11 | 23 | 33 | −10  |                                  |
| 14   | Rapide Oued Zem      | 33   | 30 | 7  | 12 | 11 | 28 | 36 | −8   |                                  |
| 15   | Mogreb Tetuán (D)    | 32   | 30 | 6  | 14 | 10 | 36 | 43 | −7   | Segunda División                 |
| 16   | RCA Zemamra (D)      | 30   | 30 | 7  | 9  | 14 | 31 | 40 | −9   | Segunda División                 |

 Fuente: FRMF.ma
Criterios de clasificación: Puntos · Enfrentamientos directos · Diferencia de goles · Goles a favor · Puntos fair-play · Play-off.

### Resultados
| Local \ Visitante | CAY | DHJ | FAR | FUS | HUS | IRT | MAS | MAT | MCO | OCS | RCA | RCO | RCZ | RSB | SCM | WAC |
| ----------------- | --- | --- | --- | --- | --- | --- | --- | --- | --- | --- | --- | --- | --- | --- | --- | --- |
| CAY Berrechid     |     | 0–1 | 1–1 | 2–1 | 0–0 | 1–0 | 1–1 | 0–3 | 0–1 | 0–0 | 1–0 | 1–1 | 1–1 | 1–0 | 0–1 | 0–1 |
| DH Jadidi         | 2–3 |     | 1–0 | 3–1 | 1–0 | 0–0 | 1–2 | 2–2 | 2–2 | 0–1 | 0–0 | 1–1 | 1–0 | 3–1 | 0–0 | 0–1 |
| AS FAR            | 3–2 | 1–0 |     | 0–0 | 0–2 | 2–1 | 3–2 | 2–3 | 1–0 | 0–0 | 1–1 | 1–1 | 2–1 | 3–1 | 1–1 | 0–0 |
| Fath US           | 1–2 | 1–1 | 2–1 |     | 0–0 | 0–1 | 0–1 | 2–1 | 0–3 | 2–1 | 3–3 | 0–0 | 1–2 | 3–1 | 2–0 | 0–0 |
| HUS Agadir        | 2–1 | 2–0 | 0–1 | 0–0 |     | 0–1 | 1–1 | 1–1 | 1–0 | 2–0 | 0–0 | 3–1 | 1–0 | 1–2 | 0–0 | 3–5 |
| IR Tanger         | 2–0 | 0–1 | 1–2 | 1–2 | 1–1 |     | 0–0 | 1–1 | 1–2 | 1–0 | 0–3 | 0–1 | 2–0 | 0–2 | 0–1 | 3–2 |
| Magreb AS         | 1–1 | 1–3 | 2–1 | 1–1 | 0–0 | 2–1 |     | 0–0 | 2–1 | 1–2 | 2–3 | 2–1 | 2–2 | 2–0 | 1–1 | 0–1 |
| Mogreb Tetuán     | 0–0 | 2–2 | 0–0 | 2–2 | 2–1 | 1–0 | 0–0 |     | 0–1 | 1–3 | 2–3 | 1–1 | 3–0 | 2–3 | 0–2 | 2–2 |
| MC Oujda          | 3–1 | 4–0 | 1–2 | 0–1 | 1–0 | 0–0 | 3–0 | 1–2 |     | 3–2 | 0–2 | 0–0 | 1–2 | 0–1 | 3–2 | 0–2 |
| OC Safi           | 1–1 | 4–3 | 0–3 | 0–1 | 1–0 | 1–1 | 1–1 | 0–0 | 0–0 |     | 2–2 | 2–1 | 2–2 | 0–0 | 1–1 | 2–1 |
| Raja CA           | 1–1 | 2–0 | 3–2 | 1–1 | 0–1 | 2–0 | 1–0 | 4–1 | 3–0 | 2–0 |     | 3–2 | 1–0 | 0–1 | 1–0 | 1–2 |
| RC Oued Zem       | 2–0 | 0–2 | 0–0 | 2–1 | 0–1 | 1–2 | 0–0 | 2–1 | 1–1 | 2–1 | 0–2 |     | 3–2 | 1–3 | 3–2 | 0–1 |
| RCA Zemamra       | 0–0 | 1–0 | 0–2 | 1–0 | 1–0 | 4–1 | 1–1 | 3–0 | 3–4 | 1–2 | 1–1 | 1–1 |     | 0–2 | 1–1 | 1–2 |
| RS Berkane        | 1–1 | 2–0 | 1–2 | 3–2 | 1–0 | 1–2 | 1–1 | 1–1 | 3–1 | 3–0 | 0–1 | 0–0 | 2–0 |     | 1–1 | 0–2 |
| SCC Mohammédia    | 0–1 | 2–0 | 0–2 | 0–0 | 0–0 | 1–2 | 1–1 | 0–0 | 0–1 | 3–0 | 1–2 | 0–0 | 1–0 | 2–0 |     | 1–1 |
| Wydad AC          | 2–0 | 4–2 | 2–0 | 3–2 | 3–0 | 2–4 | 2–0 | 4–2 | 1–1 | 3–1 | 2–0 | 2–0 | 0–0 | 4–0 | 1–1 |     |